# Antoninský mor
Antoninský mor v letech 165 až 180 n. l., známý také jako Galénův mor (podle lékaře Galéna, který jej popsal), byl první známou pandemií v Římské říši, kterou se pravděpodobně nakazili a dále ji rozšířili vojáci vracející se z tažení na Blízký východ. Vědci se obecně domnívají, že šlo o neštovice, nikoliv o mor jako takový, ale hovoří se také o spalničkách. Mor si možná vyžádal i život římského císaře Lucia Vera, který zemřel v roce 169 a byl spoluvládcem Marka Aurelia. Oba císaři se dostali na trůn díky tomu, že byli adoptováni předchozím císařem Antoninem Piem, a v důsledku toho se jejich příjmení Antoninus začalo spojovat s pandemií.

## Hospodářský růst a špatné zdraví
Epidemie byly ve starověkém světě běžné, ale Antoninský mor byl první známou pandemií v Římské říši. Pandemie je definována jako epidemie, která zasáhne velkou zeměpisnou oblast a velký počet lidí. Antoninský mor se rozšířil po celé Římské říši a možná i do dalších oblastí včetně Číny a nakazil mnoho milionů lidí. Pandemie propukla v posledních letech období Pax Romana, které je často považováno za „zlatý věk“ Říma za vlády spolucísaře Marka Aurelia. Římská říše měla v té době podle odhadů 75 milionů obyvatel, tedy asi čtvrtinu celého lidstva. Historici se obecně shodují, že počet obyvatel Římské říše dosáhl vrcholu přibližně v době, kdy se objevil Antoninský mor, poté populace klesala.
I přes hospodářskou prosperitu Římské říše byly podmínky pro pandemii příznivé. Obyvatelstvo bylo nezdravé. Přibližně 20 % obyvatelstva – na starověké poměry velké procento – žilo v jednom ze stovek měst, v Římě, jehož počet obyvatel se odhadoval na jeden milion. Města byla „demografickým propadem“ i ve svých nejlepších časech. Úmrtnost převyšovala porodnost a k udržení městské populace byla nutná neustálá migrace nových obyvatel. Průměrná délka života se odhaduje kolem 25 let a snad více než polovina dětí zemřela před dosažením dospělosti. Husté osídlení měst a špatné hygienické podmínky přispívaly k nebezpečí nemocí. Propojení rozsáhlých území Římské říše po souši i po moři umožňovalo snadnější a rychlejší přenos infekčních nemocí z jednoho regionu do druhého než v menších, geograficky uzavřenějších společnostech. Epidemie infekčních nemocí byly v říši běžné, mezi lety 43 př. n. l. až 148 n. l. jich bylo zaznamenáno devět. Ani bohatí nebyli vůči nezdravým podmínkám imunní. Ze čtrnácti dětí císaře Marka Aurelia jsou známy pouze dvě, které se dožily dospělosti.
Dobrým ukazatelem nedostatku výživy a zátěže nemocemi je průměrná výška obyvatelstva. Ze studia tisíců koster vyplývá, že průměrný Říman byl nižšího vzrůstu než obyvatelé předřímských společností Itálie a postřímských společností středověku. Historik Kyle Harper zastává názor, že „ne naposledy v dějinách přinesl předčasný skok vpřed ve společenském vývoji biologické zvraty“.

## Šíření nemoci
Starověké prameny se shodují, že se mor pravděpodobně objevil během římského obléhání mezopotámského města Seleucia v zimě 165–166. Právě odsud měli vojáci tuto nákazu zavléci do Římské říše. První doložený případ moru však byl zaznamenán ve Smyrně v roce 165, kde na tuto nemoc skoro zemřel řečník Aelius Aristides. Z východu se mor šířil na západ, kde v roce 166 dosáhl Říma a o šest let později téměř všech koutů říše.
Mor přetrvával přibližně do roku 180 a další epidemie, která s ním pravděpodobně souvisela, zasáhla dle Dia Cassia město Řím v roce 189. Ve městě často umíraly dva tisíce lidí během jediného dne. Není známo, zda tato nová epidemie nebo opětovný výskyt Antoninského moru zasáhl říši mimo město Řím.

## Epidemiologie

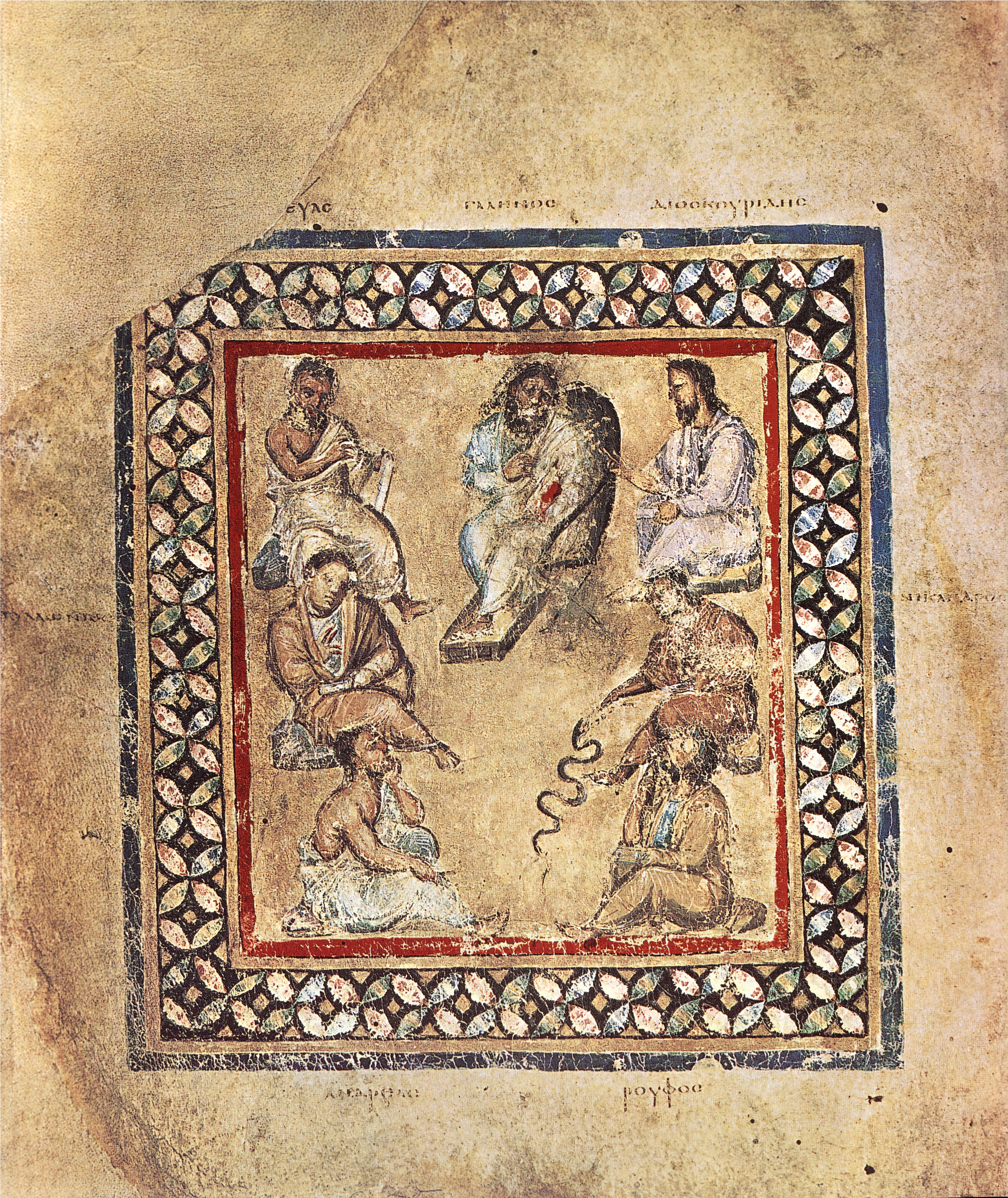
Skupina lékařů na obrázku z Vídeňského Dioskuridu, pojmenovaných po lékaři Galénovi, zobrazený nahoře uprostřed

Během epidemie, v roce 166, odcestoval řecký lékař a spisovatel Galén z Říma do svého domova v Malé Asii. Do Říma se vrátil v roce 168, kdy si ho předvolali dva Augustové, spoluvladaři Marcus Aurelius a Lucius Verus. Byl přítomen vypuknutí epidemie mezi vojáky umístěnými v Akvileji v zimě na přelomu roků 168/69. Popis epidemie a své poznatky Galén stručně zaznamenal v traktátu Methodus Medendi („Metoda léčení“) a další zmínky o ní roztrousil mezi své obsáhlé spisy. Nákazu popsal jako „velkou“ a dlouhotrvající a zmínil se o horečce, průjmu, zánětu hltanu a také o kožní vyrážce, někdy suché, někdy hnisavé, která se objevila devátý den nemoci. Informace, které Galén poskytl, neurčují jednoznačně povahu nemoci, ale vědci obecně dávají přednost diagnóze neštovic.
Historik William H. McNeill tvrdí, že Antoninský mor a pozdější Cypriánův mor (251–270) byly epidemie dvou různých nemocí, jedné neštovic a druhé spalniček, ale ne nutně v tomto pořadí. Těžká devastace evropského obyvatelstva oběma epidemiemi může naznačovat, že lidé nebyli předtím vystaveni žádné z těchto nemocí, což přineslo imunitu těm, kteří přežili. Jiní historikové se domnívají, že obě epidemie zahrnovaly neštovice. Tento druhý názor podporují molekulární odhady, podle nichž se spalničky vyvinuly někdy po roce 1000 n. l. Galénův popis Antoninského moru však není zcela v souladu s neštovicemi.

## Dopady
Historici se liší v hodnocení dopadu Antoninského moru na Řím. Podle některých byl mor počátkem úpadku Římské říše. Podle jiných šlo o bezvýznamnou událost, kterou Galén a další autoři zdokumentovali, ale která byla jen o málo smrtelnější než jiné epidemie, jež často pustošily části říše. Odhady úmrtí v důsledku pandemie se pohybují od 2 % do 33 % obyvatel Římské říše, přičemž zemřelo od 1,5 milionu do 25 milionů lidí. Většina odhadů se shoduje na úmrtnosti kolem 10 procent (7,5 milionu lidí), přičemž ve městech a armádě dosahovala úmrtnost až 15 procent. Pokud by se skutečně jednalo o pandemii neštovic, počet nakažených, kteří přežili, by pravděpodobně činil asi 30 procent populace, protože míra přežití neštovic se často pohybuje kolem 75 procent (neboli tři ze čtyř nakažených).
Tradiční názor vyjádřil Barthold Georg Niebuhr (1776–1831), který dospěl k závěru, že „jelikož vláda Marka Aurelia tvoří zlom v tolika věcech, a to především v literatuře a umění, [nepochybuje se] o tom, že tuto krizi vyvolal onen mor.... Antický svět se nikdy nevzpamatoval z rány, kterou mu zasadila morová epidemie, jež ho navštívila za vlády Marka Aurelia.“ Nedávno se podobně vyjádřil i učenec Kyle Harper – pandemie „si v každém líčení osudu Říma ... zaslouží místo přímo v popředí.“ Naopak tým šesti historiků zpochybnil „extrémní“ postoj Harpera a dalších k této epidemii „tím, že ignorují vědecké poznatky, které naznačují, že neměla tak katastrofální následky“, ale historici potvrdili, že „[nepochybují] o tom, že nemoc a klima měly určitý dopad, který Harper popisuje“.
Starověcí kronikáři líčí mor jako katastrofu pro římské vojsko, které „bylo téměř vyhubeno“. Objevil se v roce 166 na počátku markomanských válek, kdy germánské kmeny napadaly římské území jižně od středního Dunaje (v 21. století území České republiky a Slovenska) a dostali se až do severní Itálie. Dopad moru donutil Marka Aurelia naverbovat a vycvičit další vojáky z řad „gladiátorů, otroků a banditů“.

## Obchod v Indickém oceánu a Čína za dynastie Chan
Ačkoli byl Ge Hong prvním spisovatelem tradiční čínské medicíny, který přesně popsal příznaky neštovic, historik Rafe de Crespigny se domníval, že epidemie v letech 151, 161, 171, 173, 179, 182 a 185, které postihly dynastii Východní Chan za vlády císaře Chuan-ti (vládl v letech 146–168) a císaře Ling-ti (vládl v letech 168–189) možná souvisely s Antoninským morem na západním konci Eurasie. De Crespigny předpokládá, že epidemie vedly ke vzniku kultovního miléniového hnutí uzdravování vírou, které vedl Čang Ťüe, který podnítil katastrofální povstání žlutých turbanů (184–205). Rovněž uvedl, že „může být jen náhoda“, že vypuknutí Antoninského moru v roce 166 se shoduje s připlutím římského poselství do severního Vietnamu a návštěvou chanského dvora.
Raoul McLaughlin napsal, že římští poddaní, kteří v roce 166 navštívili čínský dvůr, mohli zahájit novou éru římského obchodu na Dálném východě, ale místo toho se jednalo o „předzvěst něčeho mnohem zlověstnějšího“. McLaughlin předpokládal, že původ nákazy je ve Střední Asii, a to od nějaké neznámé a izolované skupiny obyvatel, která pak tuto nákazu rozšířila do čínského a římského světa. Mor způsobil „nenapravitelné“ škody římskému námořnímu obchodu v Indickém oceánu, jak dokazují archeologické nálezy sahající od Egypta po Indii, a také výrazně snížil obchodní aktivitu Římanů v jihovýchodní Asii. Jak však dokládá Periplus Erythrejského moře ze 3. století a Křesťanská topografie od Kosma Indikopleusta ze 6. století, římský námořní obchod v Indickém oceánu, zejména obchod s hedvábím a kořením, rozhodně neustal, ale pokračoval až do ztráty Egypta, který přešel pod vládu muslimského Rášidského chalífátu.